# قانون المواقع التاريخية
قانون المواقع التاريخية تم سنه عام 1935 من قبل كونغرس الولايات المتحدة إلى حد كبير لتنظيم عدد لا يحصى من المتنزهات الفيدرالية والمعالم الأثرية والمواقع التاريخية تحت إدارة إدارة المتنزهات الوطنية ووزير داخلية الولايات المتحدة. من المهم أيضًا أنها أعلنت للمرة الأولى «... أنها سياسة وطنية للحفاظ على المواقع والمباني والأشياء التاريخية ذات الأهمية الوطنية للاستخدام العام ...». وبالتالي فهو أول تأكيد على الحفاظ على التاريخ كواجب حكومي، والذي تم التلميح إليه فقط في قانون الآثار لعام 1906.
يعدد القسم 462 من القانون مجموعة واسعة من السلطات والمسؤوليات الممنوحة لخدمة المتنزهات الوطنية ووزير الداخلية، بما في ذلك:
- تقنين وإضفاء الطابع المؤسسي على المسح المؤقت للمباني الأمريكية التاريخية.
- الإذن بمسح وملاحظة المواقع والمباني الهامة (أصبح هذا برنامج معلم تاريخي وطني، والذي تم دمجه في السجل الوطني بعد قانون الحفاظ على التاريخ الوطني لعام 1966).
- الإذن بأداء أعمال الحفظ فعليًا.

أنشأ القسم 463 المجلس الاستشاري لنظام المنتزهات القومية لمساعدة وزير الداخلية في الإدارة.